# 1581
1581 (MDLXXXI) a fost un an comun al calendarului iulian, care a început într-o zi de duminică.

## Evenimente
- 12 mai: Înființarea Universității din Cluj.
- 26 iulie: Olanda își proclamă independența față de Imperiul Spaniol. Ea se va numi Republica Olandeză (1581-1795). A fost recunoscută pe 30 ianuarie 1648.

## Nașteri
- 24 aprilie: Vincențiu de Paul preot catolic francez (d. 1660)
- dată necunoscută: Nzinga de Ndongo și Matamba  (d. 1663)
- dată necunoscută: Juan Ruiz de Alarcón scriitor mexican (d. 1639)
- 15 martie: Pieter Corneliszoon Hooft  (d. 1647)
- dată necunoscută: Edmund Gunter matematician britanic (d. 1626)
- 9 octombrie: Claude-Gaspard Bachet de Méziriac matematician francez (d. 1638)
- 22 martie: Gregoria Maximiliana de Austria Arhiducesă a Austriei (d. 1597)

## Decese
- 3 februarie: Sultana Mahidevran concubină a sultanului Soliman Magnificul (n. 1500)
- 11 decembrie: Arhiducesa Maria de Austria (1531–1581) arhiducesă de Austria (n. 1531)
- 27 mai: Cristofor Báthory  (n. 1530)
- 8 iunie: Imre Czobor  (n. 1520)
- dată necunoscută: Manuil Malaxos  (n. 1500)
- 7 iulie: Isaia (cronicar)  (n. 1520)